# الحفلة الراقصة
الحفلة الراقصة (بالإنجليزية: The Prom)‏ هو فيلم موسيقي كوميدي صدر عام 2020 من إخراج رايان مورفي ومن بطولة ميريل ستريب،جيمس كوردن،نيكول كيدمان،كيغان-مايكل كي،أندرو رانيلز وكيري واشنطن.

## روابط خارجية
- الحفلة الراقصة على موقع IMDb (الإنجليزية)
- الحفلة الراقصة على موقع ميتاكريتيك (الإنجليزية)
- الحفلة الراقصة على موقع روتن توميتوز (الإنجليزية)
- الحفلة الراقصة على موقع نتفليكس (الإنجليزية)
- الحفلة الراقصة على موقع ألو سيني (الفرنسية)
- الحفلة الراقصة على موقع فيلمافينيتي (الإسبانية)
- الحفلة الراقصة على موقع قاعدة بيانات الفيلم (الإنجليزية)
- الحفلة الراقصة على موقع ليتربوكسد (الإنجليزية)
- الحفلة الراقصة على موقع كينوبويسك (الروسية)